# Cuautepec de Hinojosa
Cuautepec de Hinojosa è un comune del Messico, situato nello stato di Hidalgo, il cui capoluogo è la località omonima.
La municipalità conta 58.301 abitanti (2015) e ha una estensione di 391,39 km².